# العلاقات الإندونيسية النيبالية
العلاقات الإندونيسية النيبالية هي العلاقات الثنائية التي تجمع بين إندونيسيا ونيبال.

## مقارنة بين البلدين
هذه مقارنة عامة ومرجعية للدولتين:
| وجه المقارنة                                              | إندونيسيا         | نيبال                             |
| --------------------------------------------------------- | ----------------- | --------------------------------- |
| المساحة (كم2)                                             | 1.90 مليون        | 147.18 ألف                        |
| عدد السكان (نسمة)                                         | 263.99 مليون      | 29.40 مليون                       |
| الكثافة السكانية (ن./كم²)                                 | 138.94            | 199.76                            |
| العاصمة                                                   | جاكرتا            | كاتماندو                          |
| اللغة الرسمية                                             | اللغة الإندونيسية | اللغة النيبالية                   |
| العملة                                                    | روبية إندونيسية   | روبية نيبالية                     |
| الناتج المحلي الإجمالي (بليون دولار)                      | 1.02 تريليون      | 24.47 مليار                       |
| الناتج المحلي الإجمالي (تعادل القوة الشرائية) بليون دولار | 2.85 تريليون      | 70.20 مليار                       |
| الناتج المحلي الإجمالي الاسمي للفرد دولار أمريكي          | 3.35 ألف          | 743                               |
| الناتج المحلي الإجمالي للفرد دولار أمريكي                 | 10.52 ألف         | 2.37 ألف                          |
| مؤشر التنمية البشرية                                      | 0.684             | 0.548                             |
| رمز المكالمات الدولي                                      | +62               | +977                              |
| رمز الإنترنت                                              | .id               | .np                               |
| المنطقة الزمنية                                           |                   | UTC+05:45، التوقيت الموحد لنيبال ‏ |

## منظمات دولية مشتركة
يشترك البلدان في عضوية مجموعة من المنظمات الدولية، منها:
| علم المنظمة | اسم المنظمة                                                | تاريخ انضمام إندونيسيا | تاريخ انضمام نيبال |
| ----------- | ---------------------------------------------------------- | ---------------------- | ------------------ |
|             | مؤسسة التنمية الدولية                                      | 20 أغسطس 1968          | 6 مارس 1963        |
|             | يونسكو                                                     | 27 مايو 1950           | 1 مايو 1953        |
|             | مؤسسة التمويل الدولية                                      | 23 أبريل 1968          | 7 يناير 1966       |
|             | منظمة حظر الأسلحة الكيميائية                               | ?                      | ?                  |
|             | الأمم المتحدة                                              | 28 سبتمبر 1950         | 14 ديسمبر 1955     |
|             | منظمة الشرطة الجنائية الدولية                              | 5 أكتوبر 1954          | ?                  |
|             | البنك الدولي للإنشاء والتعمير                              | 13 أبريل 1967          | 6 سبتمبر 1961      |
|             | الاتحاد البريدي العالمي                                    | ?                      | ?                  |
|             | المركز الدولي لتسوية المنازعات الاستشارية                  | 28 أكتوبر 1968         | 6 فبراير 1969      |
|             | وكالة ضمان الاستثمار متعدد الأطراف                         | 12 أبريل 1988          | 9 فبراير 1994      |
|             | بنك التنمية الآسيوي                                        | 1966                   | 1966               |
|             | العملية المشتركة للاتحاد الأفريقي والأمم المتحدة في دارفور | ?                      | ?                  |
|             | منظمة التجارة العالمية                                     | ?                      | ?                  |
|             | الفريق المعني برصد الأرض                                   | ?                      | ?                  |

## وصلات خارجية
- موقع وزارة الخارجية الإندونيسية
- موقع وزارة الخارجية النيبالية